# Törlspitzen
Törlspitzen är ett berg i Österrike, på gränsen till Tyskland. Det ligger i den västra delen av landet, 400 km väster om huvudstaden Wien. Toppen på Törlspitzen är 2 059 meter över havet.
Terrängen runt Törlspitzen är bergig åt sydväst, men åt nordost är den kuperad. Närmaste större samhälle är Telfs, 13,1 km söder om Törlspitzen. 
Trakten runt Törlspitzen består i huvudsak av gräsmarker. Runt Törlspitzen är det ganska tätbefolkat, med 80 invånare per kvadratkilometer.